# Walter Janka
Walter Janka (Brandeburgo, 29 aprile 1914 – Berlino, 17 marzo 1994) è stato un attivista, editore e dissidente politico tedesco.

## Biografia
Giovanissimo, nel 1930 divenne leader regionale della Lega dei Giovani Comunisti di Germania (Kommunistischer Jugendverband Deutschlands). Con la salita al potere dei nazisti fu imprigionato per due anni e una volta liberato nel 1935 fu deportato in Cecoslovacchia.
Dopo aver preso parte alla guerra civile spagnola nelle file repubblicane ed essere stato internato per due anni in Francia, nel 1941 fuggì in Messico, dove intraprese l'attività di tipografo ed editore. Rientrò in Germania Est nel 1947, e qui fu direttore generale della Deutsche Film AG dal 1948 al 1951, e nel 1952 fu messo a capo della casa editrice Aufbau-Verlag.
Di idee marxiste riformiste, nel 1957 fu arrestato e processato per cospirazione, venendo condannato a 5 anni di carcere. Amnistiato in seguito a proteste internazionali nel 1960, dopo qualche anno di disoccupazione fu assunto dalla Deutsche Film AG.
Riemerse come figura pubblica nel 1989, quando pubblicò le sue memorie con il titolo Schwierigkeiten mit der Wahrheit ("Difficoltà con la Verità"). Il successo del libro insieme al clima politico dell'epoca portarono nel novembre dello stesso anno alla sua riabilitazione ufficiale da parte del Partito Socialista Unificato di Germania e l'anno successivo all'annullamento della sua condanna da parte dalla Corte Suprema della Repubblica Democratica Tedesca.